# Grupo de los siete (pintores)

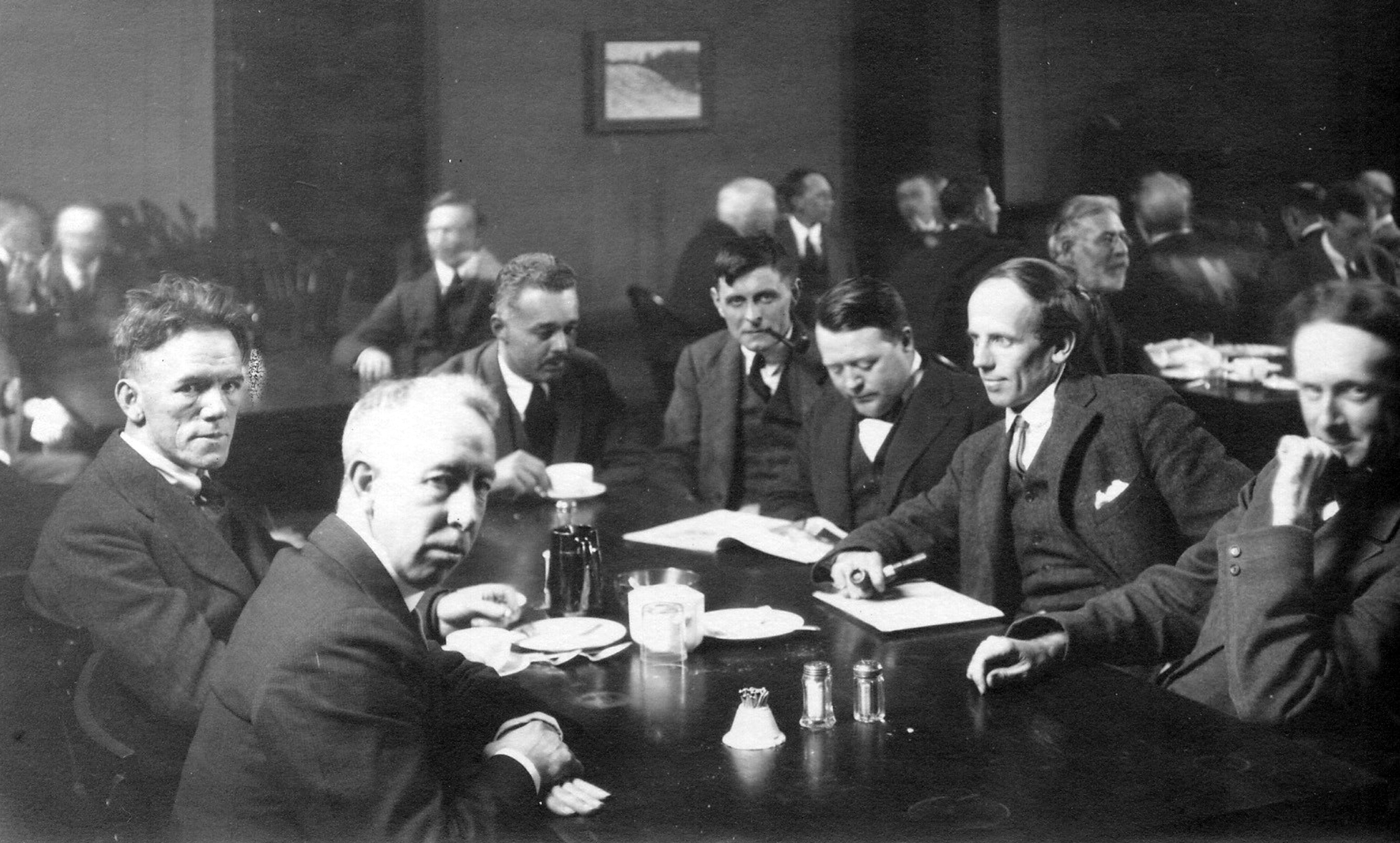
Desde la izquierda: Varley, Jackson, Harris, friend Barker Fairley, Johnston, Lismer, MacDonald. Missing: Carmichael.

El Grupo de los Siete fue un grupo de pintores canadienses, en especial paisajistas, de la década de 1920, originalmente compuesto por Franklin Carmichael, Lawren Harris, A. Y. Jackson, Frank Johnston, Arthur Lismer, J. E. H. MacDonald y Federico Varley. 
Tom Thomson (que murió en 1917) y Emily Carr también estaban asociados al Grupo de los Siete, aunque ninguno de los dos llegó a ser miembro oficial alguna vez. El Grupo de los Siete fue famoso por sus pinturas de paisajes canadienses. Fue seguida por el Grupo de ‘’’Pintores Canadiense’’’ en la década de 1930.
El Grupo de los Siete, estuvo fuertemente influenciado por el impresionismo Europeo de finales del siglo XIX del distrito Montmartre de París.

## Historia

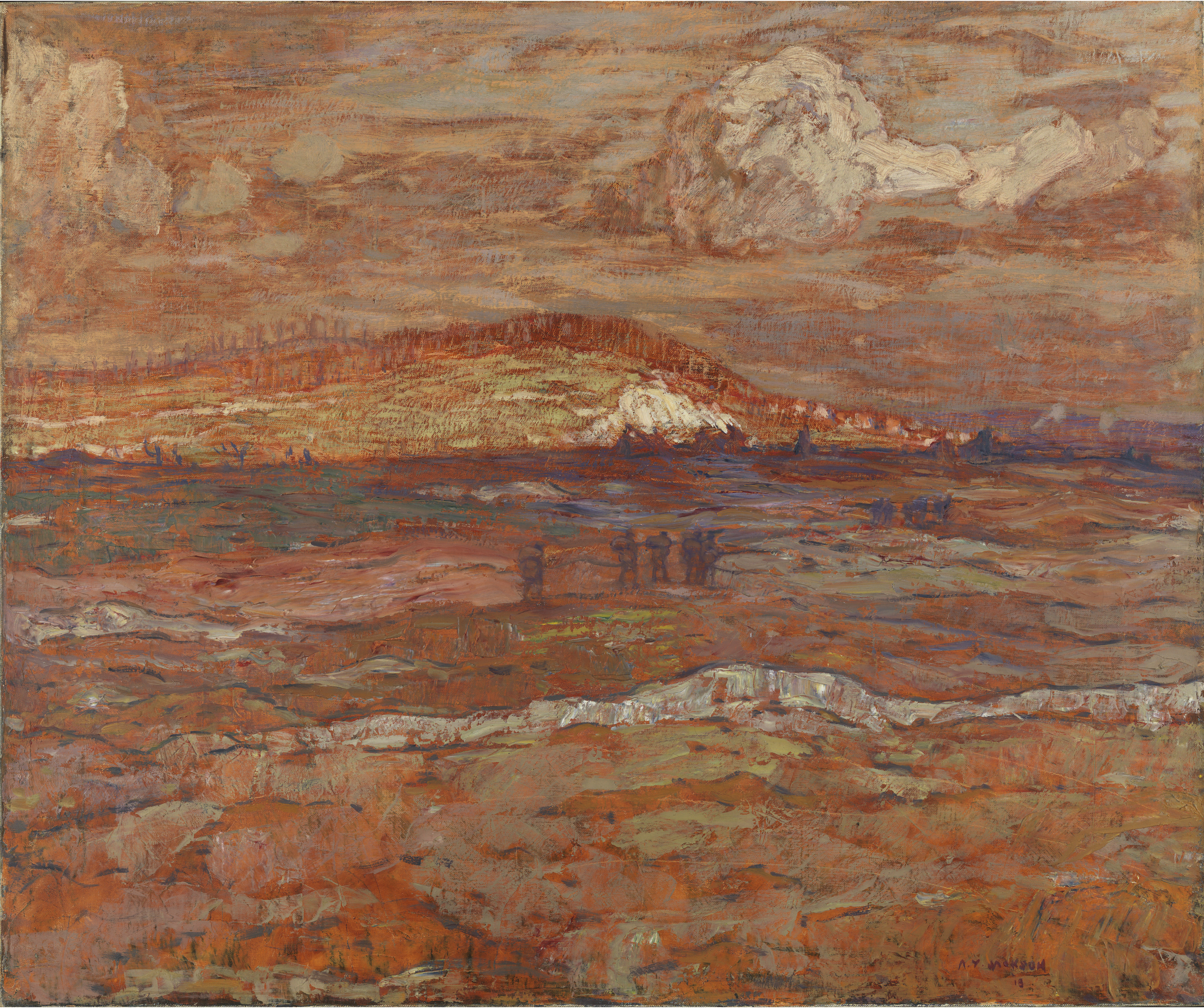
Los granos, atardeciendo A. Y. Jackson, 1918.

Tom Thomson, JEH MacDonald, Arthur Lismer, AJ (Alfred Joseph) Casson, Frederick Varley, Frank Johnston and Franklin Carmichael se conocieron siendo empleados de la empresa de diseño Grip Inc. de Toronto. En 1913, fueron llamados por A. Y. Jackson y Lawren Harris. A menudo, se reunían en Club de Artes y Letras de Toronto para discutir sus opiniones y compartir su trabajos. 
El grupo recibió apoyo monetario de Harris (heredero de la fortuna de la fábrica de máquinas agrícolas Massey-Harris) y de James MacCallum. 
Harris y MacCallum construyeron conjuntamente el Edificio Estudio de Toronto en el barranco “Roseadle”, para servir como punto de reunión y lugar de trabajo para el nuevo movimiento del arte canadiense. 
MacCallum era el dueño de un predio en la Bahía Georgian, y Thomson trabajaba como guía en el próximo Parque Algonquin, ambos lugares donde él y los otros artistas a menudo viajaban en busca de inspiración. 
El grupo, (aún informal), fue temporalmente dividido durante la Guerra Mundial, durante el cual Jackson y Varley, se convirtieron en artistas oficiales de la guerra. Un golpe más para el grupo llegó en 1917, cuando Thomson murió mientras practicaba piragüismo en el Parque Algonquin. Parecía haber sufrido un golpe en la cabeza y no mostró signos de ahogamiento. Las circunstancias de su muerte aún siguen siendo un misterio.

## Después de la Gran Guerra

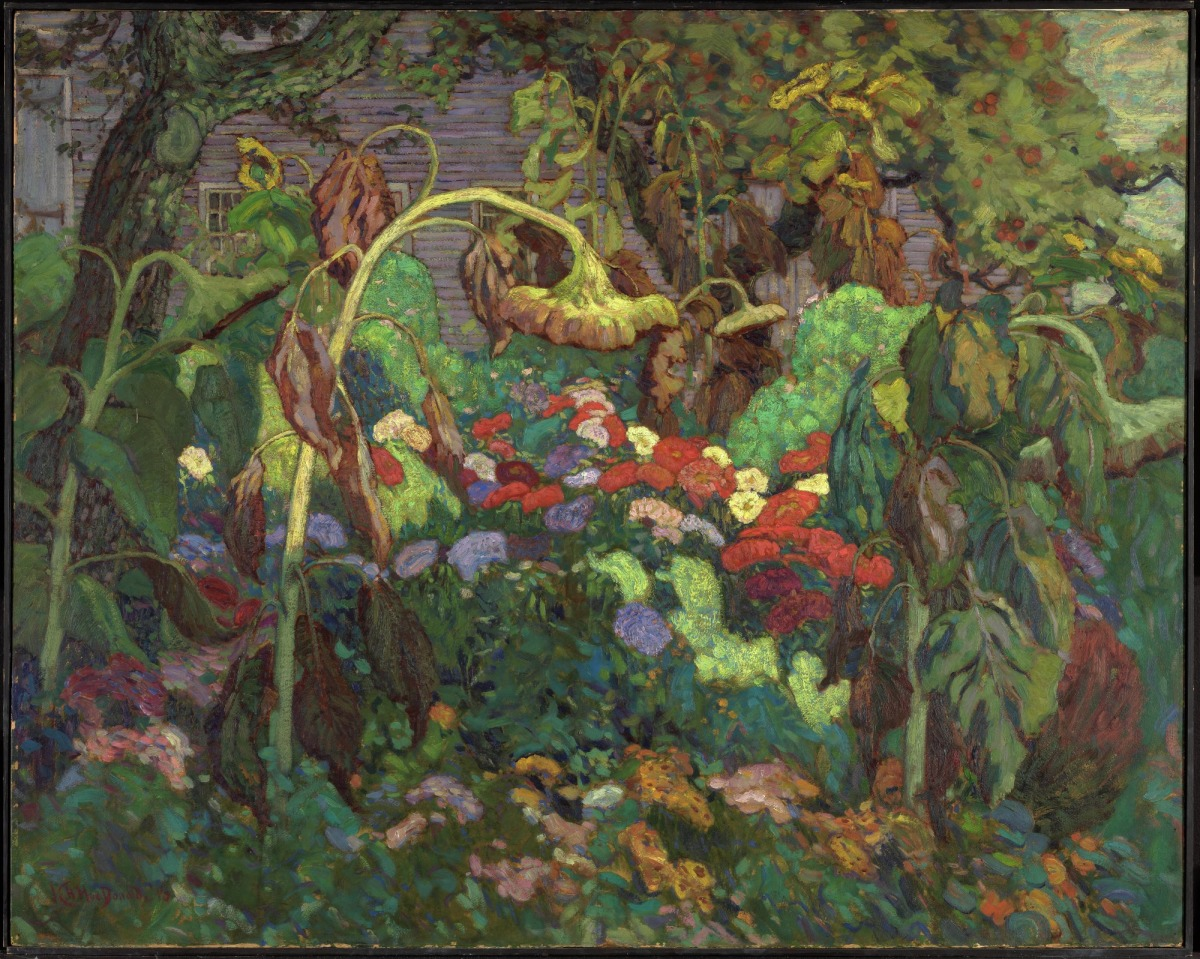
El Jardín Enmarañado, por J. E. H. MacDonald (1916).

Los siete miembros, que formaban el grupo original, volvieron a reunirse después de la guerra. Siguiendo su viaje a través de todo Ontario, especialmente en la región de la Municipalidad del Distrito Federal de Muskoka y el Distrito Federal de Algoma, dibujando el paisaje y desarrollando las técnicas de arte para representarlo correctamente.
En 1919 comenzaron a llamarse el “Grupo de los Siete”, y en 1920 estaban listos para su primera exposición. Antes de esto, muchos artistas creían que el paisaje canadiense era imposible de representar, o no lo suficientemente digno de ser pintado. Las valoraciones logradas en su primera aparición en la exposición de 1920 fueron mixtos, pero con el avance de la década el Grupo llegó a ser reconocidos como pioneros de una nueva Escuela de Arte en Canadá.
Después que Frank Johnston dejó el grupo en 1921, A. J. Casson pareció como un sustituto apropiado. Franklin Carmichael había entablado una amistad con él y había alentado a Casson a dedicarse al dibujo y pintura durante muchos años antes. A. J. Casson, fue invitado a unirse en 1926. 
Los miembros del grupo empezaron a viajar a otros lugares de Canadá en busca de inspiración, incluyendo la Columbia Británica, Quebec, Nueva Escocia y el Ártico. Estos pintores fueron los primeros artistas de ascendencia europea, que representaron el Ártico. En 1926, A. J. Casson se unió al grupo que pronto llegaron a ser diez miembros, con las adiciones de Edwin Holgate y LeMoine Fitzgerald. 
La influencia del grupo era tan generalizada a finales de 1931 que ya no consideró necesario continuar como un grupo de pintores. En su octava exposición en diciembre de ese año, se anunció que se había disuelto y que una nueva asociación de pintores se había formado, conocido como “Grupo Canadiense de Pintores”. El Grupo de Canadá celebró su primera exposición en 1933.

## Colecciones

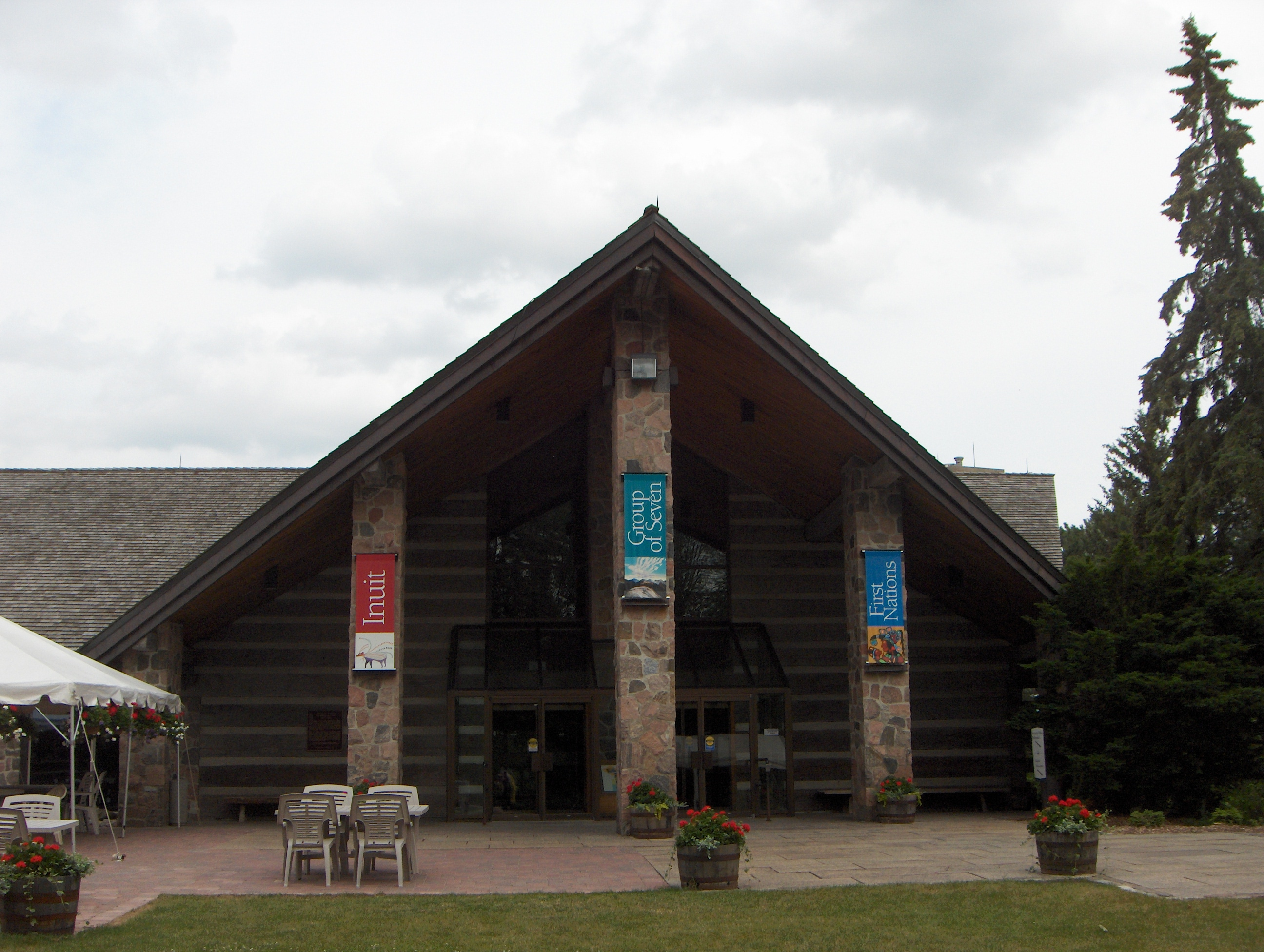
Galería de Arte Canadiense McMichael en Kleinburg, Ontario, Canadá.

Una gran colección de trabajos del Grupo de los Siete se encuentran en la Colección de Arte canadiense McMichael de Kleinburg, Ontario. Esta galería contiene más de 6000 obras de arte del “Grupo de los Siete”, de Tom Thomson y sus contemporáneos, y las Primeras Naciones, los inuit y otros artistas que han hecho una contribución al patrimonio artístico de Canadá. La galería fue fundada por Robert y Signe McMichael, que comenzaron a coleccionar pinturas del “Grupo de los Siete” y sus contemporáneos, en 1955.

## Otras notas
- El Grupo de los Siete ha recibido críticas por su refuerzo de la terra nullius, la presentación de la región prístina y aun sin tocar por el hombre, cuando en realidad las áreas retratadas ya estaban habitadas muchos siglos antes.

- En 1995, el Galería Nacional de Canadá compiló una retrospectiva del Grupo de los Siete, para lo cual encargó a la banda de rock canadiense Rheostatics escribir una partitura musical . Este galardón permitió a la banda lanzar el álbum musical llamado Inspirado por el Grupo de los Siete.

- Seis miembros del grupo, A.Y. Jackson, Arthur Lismer, Federico Varley, Lawren Harris, Frank Johnston, y A. J. Casson, junto con cuatro de las esposas de los artistas están enterrados en el sitio de la Colección de Arte Canadiense McMichael en una pequeña parcela de tierra consagrada bordeada por árboles, con tumbas marcadas con grandes piezas del escudo canadiense.